# Gerhard Jäckel
Gerhard Jäckel (* 7. November 1922 in Halle (Saale)) ist ein deutscher Schriftsteller, Hörspielautor und Drehbuchautor.

## Leben
Jäckel war Sohn eines Zahnarztes und besuchte das Humanistische Gymnasium der Franckeschen Stiftungen. Ab 1941 war er Soldat, wurde aber wegen eines Augenleidens in den Sanitätsdienst versetzt. Nach dem Krieg arbeitete er in verschiedenen Berufen in Leipzig, darunter als freier Mitarbeiter (ab 1947 als Redakteur) für den Mitteldeutschen Rundfunk, später war er freier Schriftsteller. Ab den 1960er-Jahren war er für den Rundfunk der DDR als Hörspielautor sowie fürs Fernsehen der DDR als Drehbuchautor tätig.

## Werke

### Bücher
- ... bitte schneiden!. Rundfunkplaudereien. Zeichnungen von Hans-Hermann Schlicker. Urania Verlag 1961.
- Der Gefangene des Herzogs. Illustrationen von Hans Mau. Kinderbuchverlag Berlin 1963. [Kinderbuch über Christian Friedrich Daniel Schubart]

### Drehbücher
- 1961: Besuch im Gartenhaus
- 1962: Indizien – Geständnisse – Beweise (Fernsehserie, 2 Folgen)
- 1963: In Sachen Stellvertreter
- 1965: Abgelegt unter M
- 1966: Der Staatsanwalt hat das Wort: Tote Seelen
- 1968: Der Staatsanwalt hat das Wort: Automarder
- 1967/68: Fahndung mit Musik (Fernsehserie, drei Folgen)
- 1972: Polizeiruf 110: Blutgruppe AB
- 1974: Polizeiruf 110: Der Tod des Professors
- 1976: Alle meine Kinder
- 1979: Menschenfreunde
- 1981: Kreuz-As bedeutet Tod
- 1985–1988: Zahn um Zahn

### Hörspiele
- 1963: Die Wahnmörderin – Regie: Wolfgang Brunecker (Hörspiel – Rundfunk der DDR)
- 1968: Oma und die Untermieter – Regie: Joachim Gürtner (Hörspielreihe: Neumann, zweimal klingeln – Rundfunk der DDR)
- 1970: Die Kandidatin – Regie: Joachim Gürtner (Hörspiel: Neumann, zweimal klingeln Nr.16 – Rundfunk der DDR)
- 1972: Die blaue Eidechse – Regie: Joachim Gürtner (Hörspielreihe: Neumann, zweimal klingeln – Rundfunk der DDR)
- 1973: Schlagzeug oder Stereo – Regie: Joachim Gürtner (Hörspielreihe: Neumann, zweimal klingeln – Rundfunk der DDR)
- 1974: Heute nicht – Regie: Joachim Gürtner (Hörspielreihe: Neumann, zweimal klingeln – Rundfunk der DDR)
- 1976: Es geschah in Macelsfield – Regie: Detlef Kurzweg (Kriminalhörspiel/Kurzhörspiel – Rundfunk der DDR)
- 1977: Der Tod des Kommissars – Regie: Günter Bormann
- 1982: Einer von da oben – Regie: Wolfgang Brunecker (Kurzhörspiel aus der Reihe Auf die Bühne Kollege – Rundfunk der DDR)

## Quelle
- Lexikon deutschsprachiger Schriftsteller von den Anfängen bis zu Gegenwart. Band 1 A–K. Bibliographisches Institut Leipzig 1967, S. 658.